# Festival de Brasília
O Festival de Brasília, Festbrasília, oficialmente Festival de Brasília do Cinema Brasileiro, é um festival de cinema brasileiro sediado em Brasília, no histórico Cine Brasília, sendo o mais antigo do gênero no país. Surgiu por iniciativa do professor de cinema da Universidade de Brasília, Paulo Emílio Sales Gomes, em 1965, e é promovido pelo governo do Distrito Federal anualmente. Em suas duas primeiras edições o evento se chamou Semana do Cinema Brasileiro. Uma das regras que o diferencia de outros festivais é que os filmes, tanto de longa ou curta metragem, devem ser inéditos e preferencialmente, não ter sido premiados em qualquer outro festival nacional.
O principal prêmio do festival é o Troféu Candango, cujo nome faz homenagem aos brasilienses. Adicionalmente há o Troféu Câmara Legislativa do Distrito Federal, Prêmio Canal Brasil de Incentivo ao Curta-Metragem, Prêmio Exibição TV Brasil, Prêmio Abraccine, Prêmio ABCV e Prêmio Saruê, além de premiação em dinheiro.

## História

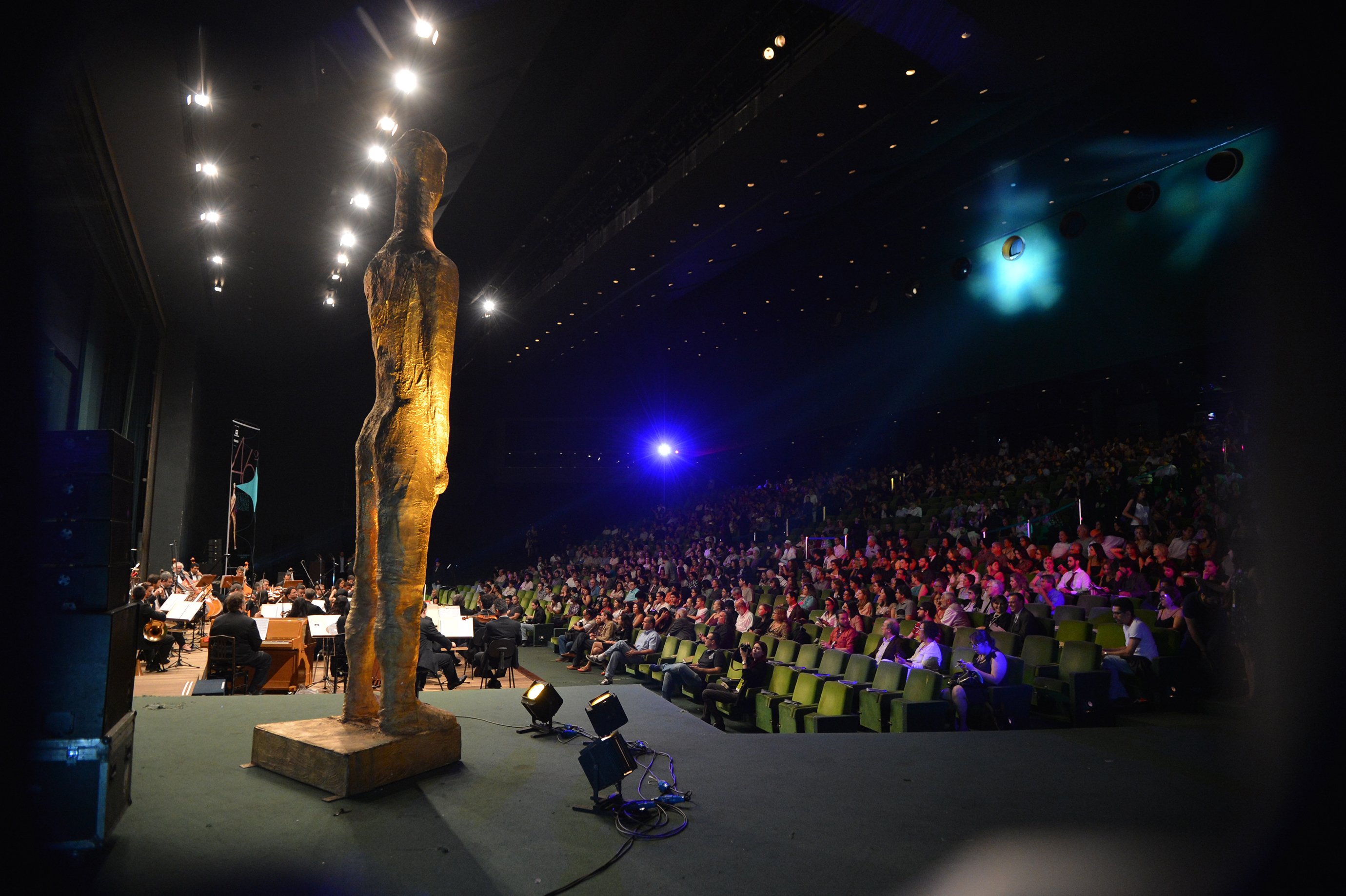
Abertura do 46º Festival de Brasília do Cinema Brasileiro com a apresentação da Orquestra Sinfônica do Teatro Nacional, sob a regência do maestro Cláudio Cohen e o violinista Benjamin Schmid.

Professores de cinema da Universidade de Brasília como Jean Claude Bernardet, Vladimir Carvalho, encabeçados por Paulo Sales Gomes tiveram a ideia de iniciar a 1ª Semana do Cinema Brasileiro, evento que ocorreu entre 15 e 22 de novembro de 1965. Dois fatores podem ter propiciado a criação do festival: o surgimento do Cinema Novo e o projeto de Darcy Ribeiro para a Universidade de Brasília, que deveria deixar o academicismo de lado, usando a ciência para transformar o país. Devido ao recrudescimento da censura do Regime Militar, teve três edições canceladas: 1972, 1973 e 1974.

## Festival de Brasília e o regime militar
Criado no tempo do regime militar, o festival era tido, nos primeiros anos, como uma ilha onde cineastas, artistas e produtores podiam se expressar livremente. No entanto, com a promulgação do Ato Institucional nº 5 (AI-5), em 1968, a censura dos militares atingiu a cena cinematográfica, o que causou incômodo entre os produtores culturais.
O cineasta Vladimir Carvalho é um dos que tiveram obras censuradas e cortadas pelo regime. O longa País de São Saruê foi tirado da programação em 1971, mesmo depois de ter sido aprovado pela comissão de seleção, e a censura só o liberou em 1979, quando ganhou o Prêmio Especial do Júri pelo Festival de Brasília.
Com depoimentos reais, o filme retrata a vida de lavradores, garimpeiros do sertão nordestino, e denuncia a exploração dos trabalhadores pelos donos de terra — motivo que levou à proibição de ser projetado durante boa parte da década de 1970.
Depois de alguns infelizes episódios, em sinal de protesto, os idealizadores do Festival de Brasília do Cinema Brasileiro o suspenderam de 1972 a 1974. O evento retornou à cena cultural brasiliense com a oitava edição, em 1975.

## Filmes premiados

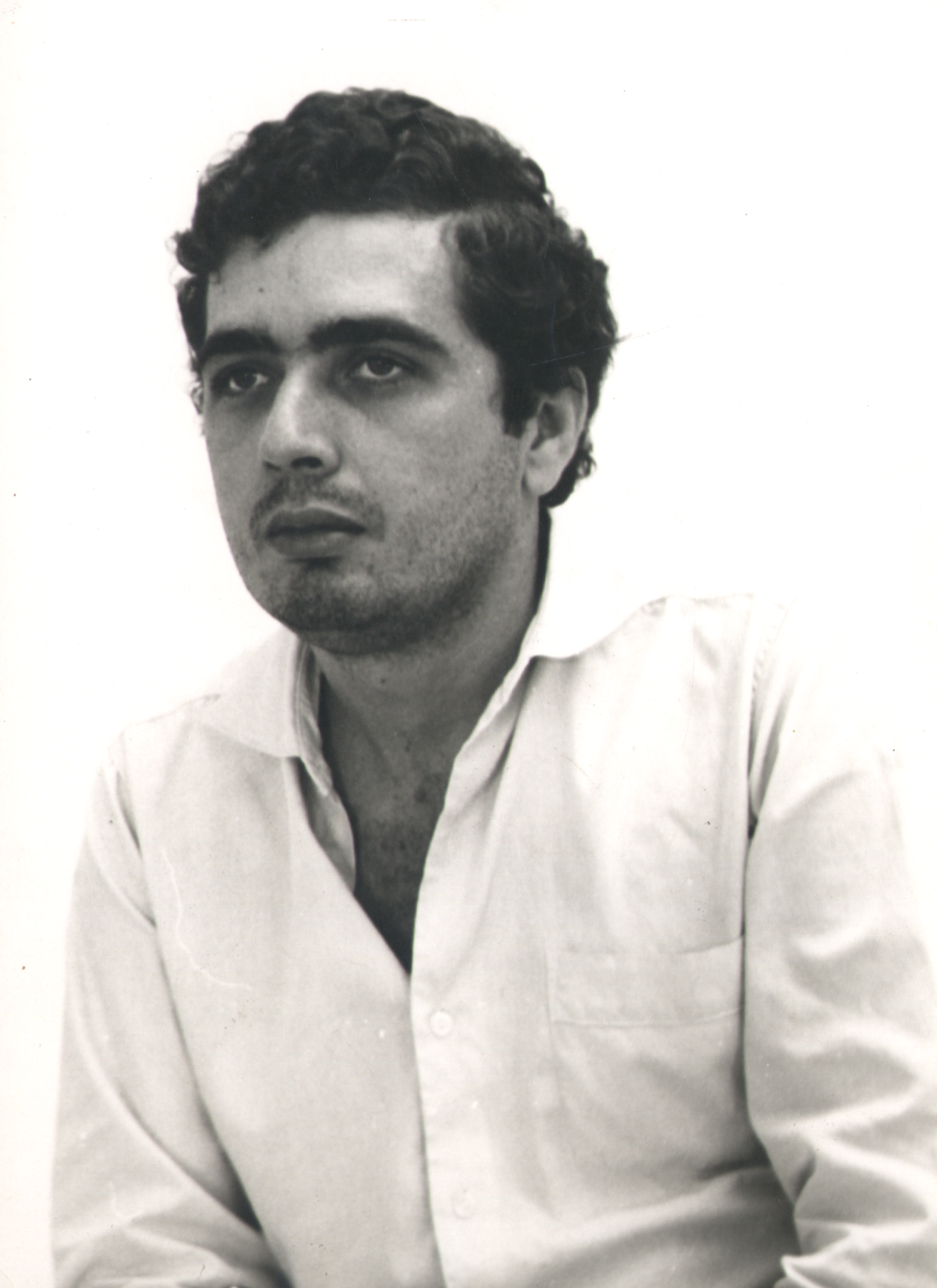
Em 1976, o filme de Cacá Diégues Xica da Silva levou o Candango de Melhor Filme, de Melhor Diretor e de Melhor Atriz para Zezé Motta.

- 1ª Semana do Cinema Brasileiro (1965) - A Hora e a Vez de Augusto Matraga, de Roberto Santos
- 2ª Semana do Cinema Brasileiro (1966) - Todas as Mulheres do Mundo, de Domingos de Oliveira
- 3º Festival de Brasília (1967) - Proezas de Satanás na Vila de Leva-e-Traz, de Paulo Gil Soares
- 4º Festival de Brasília (1968) - O Bandido da Luz Vermelha, de Rogério Sganzerla
- 5º Festival de Brasília (1969) - Memória de Helena, de David Neves
- 6º Festival de Brasília (1970) - Os Deuses e os Mortos, de Ruy Guerra
- 7º Festival de Brasília (1971) - A Casa Assassinada, de Paulo César Sarraceni
- Festival de Brasília (1972, 1973, 1974) -  Não houve festival
- 8º Festival de Brasília (1975) - Guerra Conjugal, de Joaquim Pedro de Andrade
- 9º Festival de Brasília (1976) - Xica da Silva, de Cacá Diegues
- 10º Festival de Brasília (1977) - Tenda dos Milagres, de Nelson Pereira dos SantosNelson Pereira dos Santos dirigiu Tenda dos Milagres, vencedor do Candango de Melhor Filme de 1977.

Nelson Pereira dos Santos dirigiu Tenda dos Milagres, vencedor do Candango de Melhor Filme de 1977.

- 11º Festival de Brasília (1978) - Tudo Bem, de Arnaldo Jabor
- 12º Festival de Brasília (1979) - Muito Prazer, de David Neves
- 13º Festival de Brasília (1980) - Iracema - Uma Transa Amazônica, de Jorge Bodanzky
- 14º Festival de Brasília (1981) - O Homem do Pau-Brasil, de Joaquim Pedro de Andrade
- 15º Festival de Brasília (1982) - Tabu, de Júlio BressaneCaetano Veloso foi o protagonista do musical Tabu, de 1982, que levou o Candango de Melhor Filme daquele ano.

Caetano Veloso foi o protagonista do musical Tabu, de 1982, que levou o Candango de Melhor Filme daquele ano.

- 16º Festival de Brasília (1983) - O Mágico e o Delegado, de Fernando Coni Campos
- 17º Festival de Brasília (1984) - Nunca Fomos Tão Felizes, de Murilo Salles
- 18º Festival de Brasília (1985) - A Hora da Estrela, de Suzana Amaral
- 19º Festival de Brasília (1986) - A Cor do seu Destino, de Jorge Durán
- 20º Festival de Brasília (1987) - Anjos da Noite, de Wilson Barros
- 21º Festival de Brasília (1988) - Memória Viva, de Otávio Bezerra e O Mentiroso, de Werner Schunemann
- 22º Festival de Brasília (1989) - Que Bom Te Ver Viva, de Lúcia Murat
- 23º Festival de Brasília (1990) - Beijo 2348/72, de Walter Rogério
- 24º Festival de Brasília (1991) - O Corpo, de José Antônio Garcia
- 25º Festival de Brasília (1992) - A Maldição do Sanpaku, de José Joffily
- 26º Festival de Brasília (1993) - Alma Corsária, de Carlos Reichenbach
- 27º Festival de Brasília (1994) - Louco por Cinema, de André Luis de Oliveira
- 28º Festival de Brasília (1995) - O Judeu, de Jom Tob Azulay
- 29º Festival de Brasília (1996) - Baile Perfumado, de Paulo Caldas e Lírio Ferreira
- 30º Festival de Brasília (1997) - Miramar, de Júlio Bressane e Anahy de las Misiones, de Sérgio Silva
- 31º Festival de Brasília (1998) - Amor & Cia, de Helvécio Ratton
- 32º Festival de Brasília (1999) - Santo Forte, de Eduardo CoutinhoLaís Bodanzky dirigiu o aclamado Bicho de Sete Cabeças, que ganhou vários Candangos em 2000, incluindo Melhor Filme, Melhor Diretora e Melhor Fotografia.

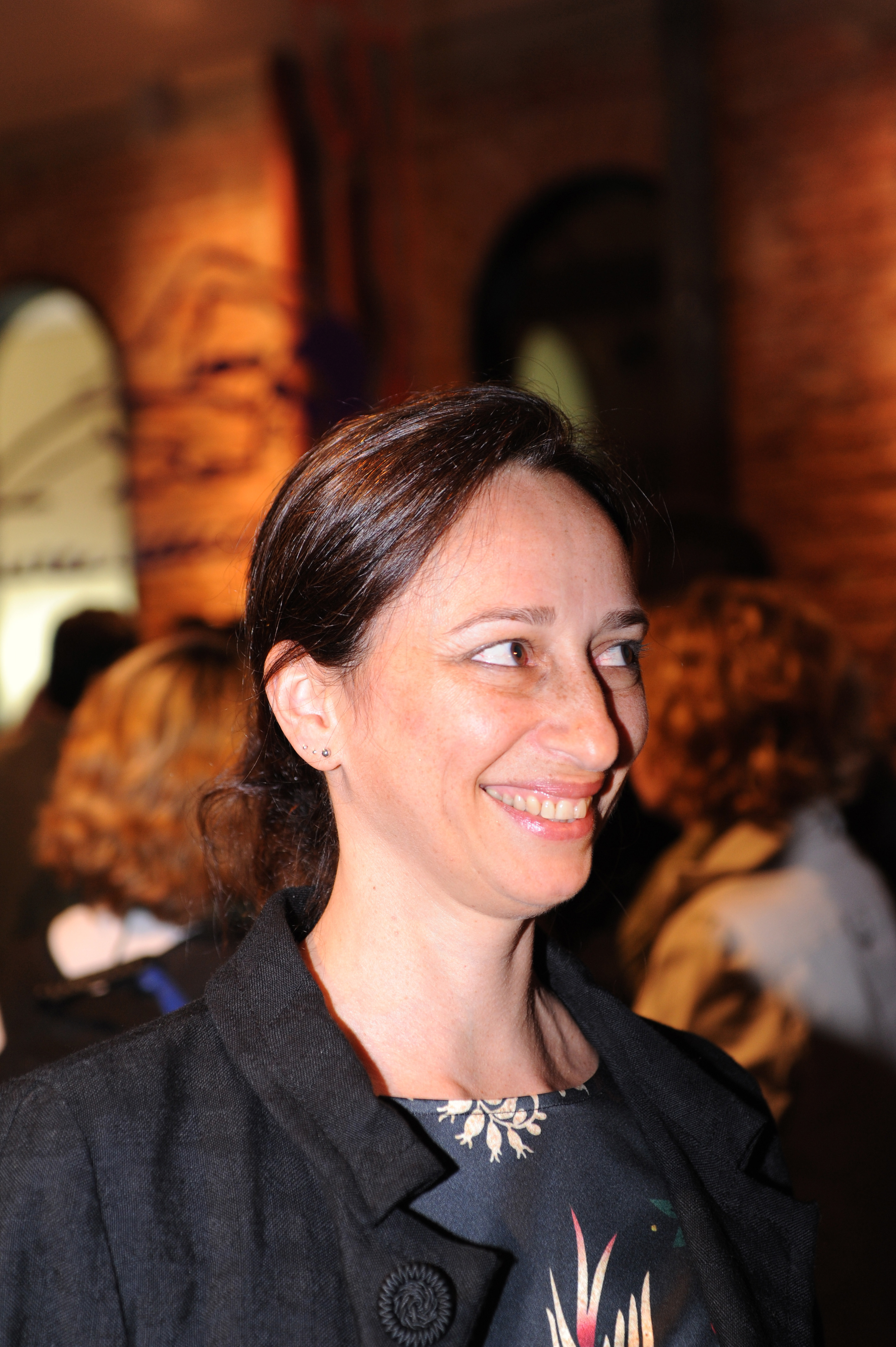
Laís Bodanzky dirigiu o aclamado Bicho de Sete Cabeças, que ganhou vários Candangos em 2000, incluindo Melhor Filme, Melhor Diretora e Melhor Fotografia.

- 33º Festival de Brasília (2000) - Bicho de Sete Cabeças, de Laís Bodanzky
- 34º Festival de Brasília (2001) - Lavoura Arcaica, de Luiz Fernando Carvalho e SambaRiachão, de Jorge Alfredo.
- 35º Festival de Brasília (2002) - Amarelo Manga, de Cláudio Assis
- 36º Festival de Brasília (2003) - Filme de Amor, de Júlio Bressane
- 37º Festival de Brasília (2004) - Peões, de Eduardo Coutinho
- 38º Festival de Brasília (2005) - Eu Me Lembro, de Edgard Navarro
- 39º Festival de Brasília (2006) - Baixio das Bestas, de Cláudio Assis
- 40º Festival de Brasília (2007) - Cleópatra, de Júlio Bressane
- 41º Festival de Brasília (2008) - FilmeFobia, de Kiko Goifman
- 42º Festival de Brasília (2009) - É Proibido Fumar, de Anna Muylaert
- 43º Festival de Brasília (2010) - O Céu Sobre os Ombros, de Sérgio Borges
- 44º Festival de Brasília (2011) - Hoje, de Tata Amaral[1]
- 45º Festival de Brasília (2012) - Eles Voltam, de Marcelo Lordello e Era uma Vez Eu, Verônica, de Marcelo Gomes (ficção)/Otto, de Cao Guimarães (documentário)[2]
- 46º Festival de Brasília (2013) - Exilados do Vulcão de Paula Gaitán (ficção) e O Mestre e o Divino, de Tiago Campos (documentário) [3]
- 47º Festival de Brasília (2014) - Branco Sai, Preto Fica, de Adirley Queirós.[4]
- 48º Festival de Brasília (2015) - Big Jato, de Cláudio Assis[5]
- 49º Festival de Brasília (2016) - A Cidade Onde Envelheço, de Marilia Rocha[6]
- 50º Festival de Brasília (2017) - Arábia, de Affonso Uchoa e João Dumans[7]
- 51º Festival de Brasília (2018) - Temporada, de André Novais de Oliveira[8]
- 52º Festival de Brasília (2019) - A Febre, de Maya Da-Rin[9]
- 53º Festival de Brasília (2020) - Por Onde Anda Makunaíma?, de Rodrigo Séllos[10]
- 54º Festival de Brasília (2021) - Saudade do Futuro, de Anna Azevedo[11]
- 55º Festival de Brasília (2022) - A Invenção do Outro, de Bruno Jorge[12]
- 56º Festival de Brasília (2023) - Mais um Dia, Zona Norte, de Allan Ribeiro[13]